# Parapleustes americanus
Parapleustes americanus är en kräftdjursart som beskrevs av Edward Lloyd Bousfield och Hendrycks 1995. Parapleustes americanus ingår i släktet Parapleustes och familjen Pleustidae. Inga underarter finns listade i Catalogue of Life.